# Markims församling
Markims församling var en församling i Stockholms stift och i Vallentuna kommun i Stockholms län. Församlingen uppgick 2006 i Vallentuna församling.

## Administrativ historik
Församlingen har medeltida ursprung.
Den 1 januari 1952 (enligt beslut den 28 september 1951) överfördes församlingen från Uppsala stift och Seminghundra och Ärlinghundra kontrakt till Stockholms stift och Roslags västra kontrakt.

### Pastorat
- Medeltiden: Eget pastorat.
- Medeltiden till 1 januari 1962: Moderförsamling i pastoratet Markim och Orkesta.
- 1 januari 1962 till 1 januari 2006: Annexförsamling i pastoratet Vallentuna, Markim, Orkesta och Frösunda.[2][3]

## Kyrkoherdar
| Ämbetstid | Namn                     | Levnadstid | Övrigt                                     |
| --------- | ------------------------ | ---------- | ------------------------------------------ |
| 1411      | Olaus                    |            |                                            |
| 1451      | Ericus                   |            |                                            |
| 1530-1534 | Jonas                    |            | Senare kyrkoherde i Vallentuna församling. |
| 1556      | Jonas                    |            |                                            |
| 1593-1599 | Nicolaus Jonae           |            |                                            |
| 1599-1601 | Jonas                    |            |                                            |
|           | Johannes Laurentii       | -1620      |                                            |
| 1622      | Eric Hvijt               |            |                                            |
| 1628-1668 | Ericus Henrici Achrelius | -1668      |                                            |
| 1670-1690 | Johan Olai Mollstadius   | -1690      |                                            |
| 1691-1703 | Daniel Chreiman          | -1703      |                                            |
| 1704-1734 | Lars Salthenius          | 1657-1734  |                                            |
| 1735-1755 | Johan Manjette           | 1684-1755  |                                            |
| 1757-1786 | Nis Unander              | 1708-1786  |                                            |
| 1787-1796 | Abraham Philman          | 1739-1796  |                                            |
| 1797-1798 | Eric Bäckman             | 1746-1798  |                                            |
| 1799-1800 | Matthias Ahlinder        | 1753-1800  |                                            |
| 1801-1821 | Nathanael Gestrin        | 1754-1821  |                                            |
| 1822-     | Eric Gustaf Ahlbom       | 1785-      |                                            |

## Kyrkobyggnader
- Markims kyrka